# 秋元喜市
秋元 喜市（あきもと きいち、1893年〈明治26年〉5月17日 - 没年不明）は、日本の商人（秋元油肥製造所、肥料商）、実業家。秋元商事専務。秋元油肥代表。大和工業監査役。族籍は東京府平民。

## 人物
東京市生まれ。皮革商、近江屋秋元源彌の息子。秋元源彌の弟。1911年、慶應義塾普通部を卒業。分家する。肥料製造事業に従事し、1920年に株式組織に変更と共に専務取締役に就任する。
宗教は浄土宗。趣味は読書、ゴルフ、鉄砲、銃猟。住所は東京市下谷区上野桜木町、東京市外南千住町三河島。

## 家族・親族
秋元家
- 妻（静岡県人・師岡貢の娘）[1][2]
- 長男[1]
- 二男[2]
- 三男[2]
- 四男[4]
- 長女[1][2]